# Федорова Надія Петрівна
Надія Петрівна Федорова (рос. Надежда Петровна Фёдорова; нар. 21 лютого 1992, Чебоксари, Чувашія) — російська борчиня вільного стилю, бронзова призерка чемпіонатів Європи, срібна призерка Кубку світу. Майстер спорту міжнародного класу з вільної боротьби.

## Життєпис
Боротьбою почала займатися з 2002 року. Перший тренер — С. М. Колесников. Багато разів ставала призеркою світових та континентальних першостей серед кадетів, юніорів та молоді.
Виступає за спортивне товариство Міністерства освіти та науки (Чебоксари). Тренер — заслужений тренер Чувашії Світлана Константинова.
Чемпіонка Росії (2012). Бронзова призерка чемпіонатів Росії (2013, 2015).
У збірній команді Росії з 2012 року.

## Спортивні результати на міжнародних змаганнях

### Виступи на Чемпіонатах Європи
| Змагання                         | Збірна | Вагова категорія          | Місце  |
| -------------------------------- | ------ | ------------------------- | ------ |
| Чемпіонат Європи з боротьби 2014 | Росія  | жіноча боротьба, до 48 кг | Бронза |

### Виступи на Кубках світу
| Змагання                    | Збірна | Вагова категорія          | Місце  |
| --------------------------- | ------ | ------------------------- | ------ |
| Кубок світу з боротьби 2012 | Росія  | жіноча боротьба, до 48 кг | 8      |
| Кубок світу з боротьби 2015 | Росія  | жіноча боротьба, до 48 кг | Срібло |

### Виступи на інших змаганнях
| Змагання                                                        | Збірна | Вагова категорія          | Місце  |
| --------------------------------------------------------------- | ------ | ------------------------- | ------ |
| Гран-прі Німеччини з боротьби 2010                              | Росія  | жіноча боротьба, до 44 кг | Золото |
| Trophee Milone 2011                                             | Росія  | жіноча боротьба, до 48 кг | Бронза |
| Олімпійський кваліфікаційний турнір з боротьби 2012 (Софія)     | Росія  | жіноча боротьба, до 48 кг | Бронза |
| Олімпійський кваліфікаційний турнір з боротьби 2012 (Гельсінкі) | Росія  | жіноча боротьба, до 48 кг | 9      |
| Гран-прі «Іван Яригін» 2013                                     | Росія  | жіноча боротьба, до 48 кг | 8      |
| Турнір Дана Колова — Николи Петрова 2013                        | Росія  | жіноча боротьба, до 48 кг | Золото |
| Кубок Бразилії з боротьби 2013                                  | Росія  | жіноча боротьба, до 48 кг | Золото |
| Гран-прі «Іван Яригін» 2014                                     | Росія  | жіноча боротьба, до 48 кг | Срібло |
| Klippan Lady Open 2014                                          | Росія  | жіноча боротьба, до 48 кг | 7      |
| Відкритий чемпіонат Польщі з боротьби 2014                      | Росія  | жіноча боротьба, до 48 кг | Бронза |
| Вогні Москви 2014                                               | Росія  | жіноча боротьба, до 48 кг | Золото |
| Гран-прі «Іван Яригін» 2015                                     | Росія  | жіноча боротьба, до 48 кг | 8      |
| Відкритий чемпіонат Польщі з боротьби 2015                      | Росія  | жіноча боротьба, до 48 кг | 7      |
| Гран-прі «Іван Яригін» 2016                                     | Росія  | жіноча боротьба, до 48 кг | Срібло |
| Klippan Lady Open 2016                                          | Росія  | жіноча боротьба, до 48 кг | 8      |
| Гран-прі «Іван Яригін» 2017                                     | Росія  | жіноча боротьба, до 48 кг | 10     |

### Виступи на змаганнях молодших вікових груп
| Змагання                                       | Збірна | Вагова категорія          | Місце  |
| ---------------------------------------------- | ------ | ------------------------- | ------ |
| Чемпіонат Європи з боротьби серед кадетів 2008 | Росія  | жіноча боротьба, до 38 кг | Золото |
| Чемпіонат Європи з боротьби серед кадетів 2009 | Росія  | жіноча боротьба, до 40 кг | Золото |
| Чемпіонат Європи з боротьби серед юніорів 2010 | Росія  | жіноча боротьба, до 44 кг | Золото |
| Чемпіонат світу з боротьби серед юніорів 2010  | Росія  | жіноча боротьба, до 44 кг | Срібло |
| Чемпіонат Європи з боротьби серед юніорів 2011 | Росія  | жіноча боротьба, до 44 кг | Золото |
| Чемпіонат світу з боротьби серед юніорів 2011  | Росія  | жіноча боротьба, до 44 кг | Золото |
| Чемпіонат світу з боротьби серед юніорів 2012  | Росія  | жіноча боротьба, до 48 кг | Бронза |
| Чемпіонат Європи з боротьби серед молоді 2015  | Росія  | жіноча боротьба, до 48 кг | Золото |